# Messerschmitt Me 262
Messerschmitt Me 262 Schwalbe – pierwszy użyty bojowo samolot myśliwski o napędzie odrzutowym produkowany seryjnie podczas II wojny światowej przez Niemcy. Wszedł do służby w 1944 jako samolot bombowy (A-2a) i rozpoznawczy (A-1a/U3 oraz A-4a), a także jako myśliwiec przechwytujący (A-1a) i nocny (B-1a/U1). Przez pilotów niemieckich został nazwany Sturmvogel, a wśród aliantów zachodnich znany jako Turbo. Ze względu na późne wprowadzenie tego samolotu do uzbrojenia, jego wpływ na działania wojenne był nieznaczny. Messerschmitty Me 262 uzyskały 900 zestrzeleń  przy stratach własnych 100 maszyn .

## Historia

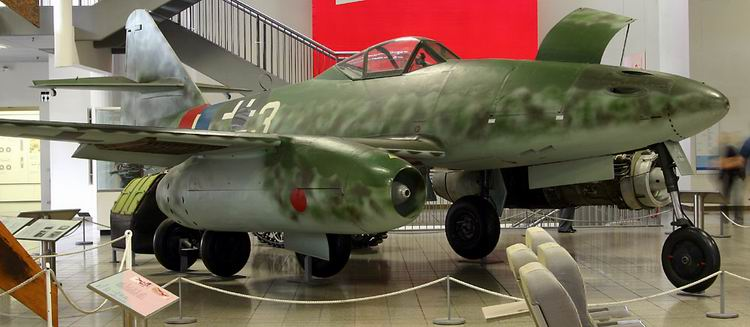
Me 262 w Muzeum Niemieckim w Monachium

Jego rozwój rozpoczął się w połowie lat trzydziestych XX w., kiedy niemiecki inżynier Hans von Ohain rozpoczął prace nad silnikami odrzutowymi. Początki projektu pierwszego myśliwca odrzutowego sięgają 1938, zanim Ministerstwo Lotnictwa Rzeszy złożyło w firmie Messerschmitt zamówienie na projekt samolotu napędzanego turbinami gazowymi marki BMW z technicznymi wytycznymi w styczniu 1939. Wstępny projekt płatowca oznaczonego jako P.1065 opracował dr Woldemar Voigt w kwietniu 1939. Pierwotny plan był bardzo podobny do finalnego samolotu ukończonego kilka lat później. Postęp projektu był wielokrotnie opóźniany przez brak funduszy i sprzeciwy władz, zarzucające nieopłacalność nowej konstrukcji.
Podczas prac konstrukcyjnych, ze względu na wzrastającą masę projektowanego równolegle silnika, postanowiono przebudować płatowiec na maszynę o skośnych skrzydłach. Najpierw rozważano konstrukcję płatów ze skosem tylko zewnętrznych ich części, ale ostatecznie postanowiono zastosować całkowicie skośne skrzydła. Pierwszy prototyp samolotu został ukończony zanim silniki odrzutowe były gotowe, dlatego też pierwszy lot Me 262 V1 odbył się 18 kwietnia 1941 z konwencjonalnym silnikiem Junkers Jumo 210G o mocy 700 KM zamontowanym na dziobie maszyny. Docelowe silniki odrzutowe BMW 003 były gotowe do zamontowania w płatowcu dopiero w listopadzie, a pierwszy lot prototypu V2 z dwiema jednostkami napędowymi tego typu i dodatkowo silnikiem tłokowym Jumo 210G odbył się 25 marca 1942.
Silniki samolotu wyposażone były w sprężarki osiowe, które w układzie wielostopniowym są sprawniejsze (większy spręż) i mają mniejszą średnicę niż sprężarki promieniowe. Dodatkowo skrzydło skośne dawało wyższą krytyczną liczbę Macha niż skrzydło proste, co pozwalało uzyskać większą prędkość na skutek niższego oporu falowego.

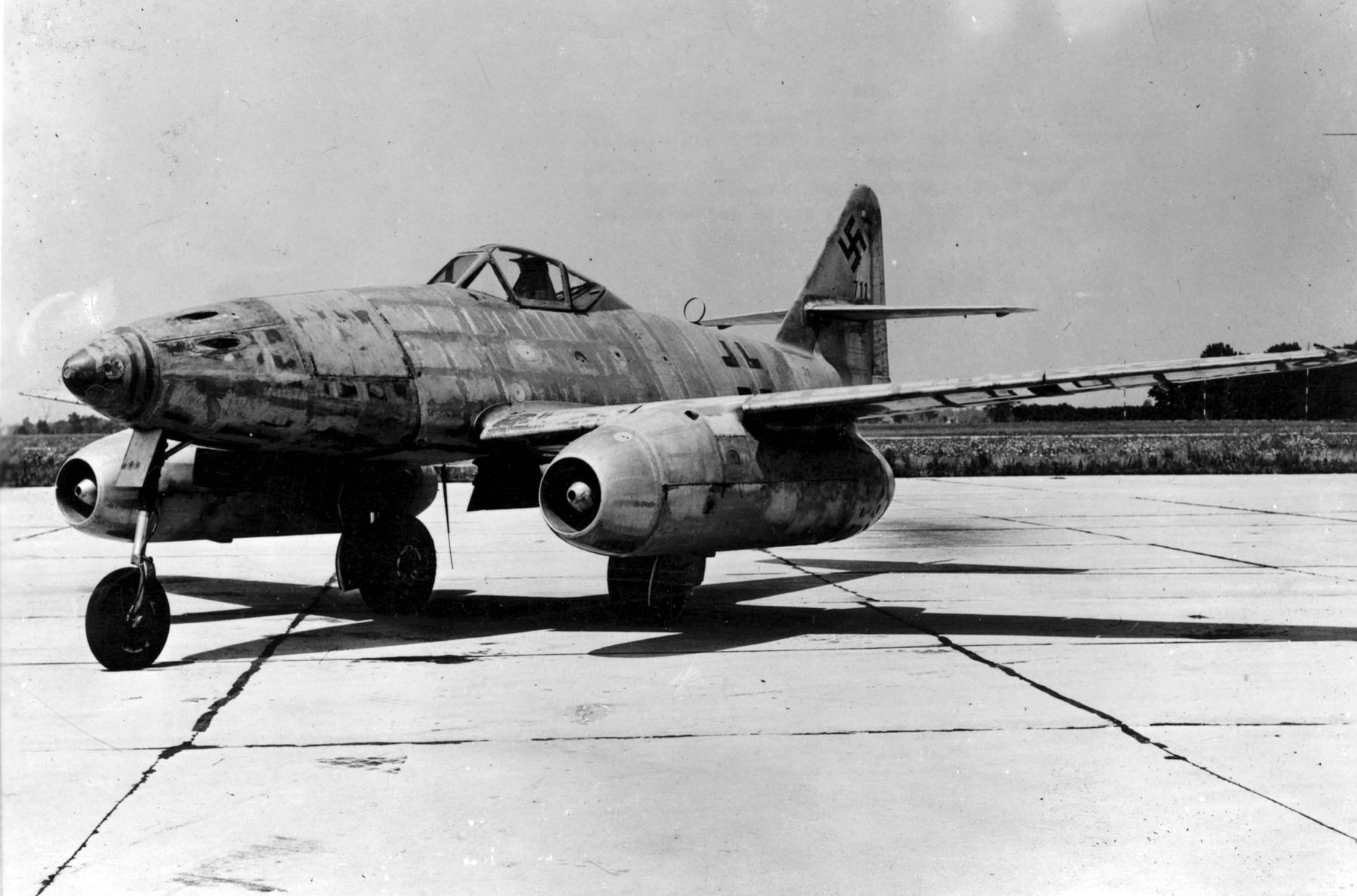
Me 262 na lotnisku

Pozostawienie konwencjonalnego napędu okazało się słuszną decyzją, gdyż oba silniki odrzutowe przestały pracować wkrótce po starcie ze względu na awarię łopat sprężarki (prawdopodobnie na skutek pompażu).
Trzeci prototyp, V3 który był już całkowicie odrzutowym samolotem, wzbił się w powietrze 18 lipca 1942. W maszynie tej zastosowano silniki Junkers Jumo 004 B 1 bardziej niezawodne niż silniki BMW 003.
Aby ułatwić start i lądowanie zdecydowano się zmienić podwozie na podwozie z kołem przednim, a nie ogonowym.
Badania w locie kontynuowano przez cały następny rok, jednak produkcja seryjna nie została rozpoczęta ponieważ Adolf Hitler zażądał przebudowy maszyny na bombowiec. Zmiana konstrukcji kadłuba zakończyła się w 1942, ale produkcji znów nie rozpoczęto, tym razem ze względu na braki materiałowe, zwłaszcza wolframu i chromu, oraz konieczności zastąpienia ich stopami bardziej dostępnych, a jednocześnie równie wytrzymałych materiałów. Po zmianie projektu do możliwości materiałowych Rzeszy, dopiero w 1944 rozpoczęto produkcję samolotu.
Podczas przebudowy maszyn z myśliwców na samoloty myśliwsko-bombowe, z braku części, paliwa i przeszkolonych pilotów prawie 500 z nich zostało zniszczonych na ziemi podczas bombardowań, dlatego też nigdy nie wykorzystano możliwości tej maszyny. Z 1433 wyprodukowanych maszyn (w tym 452 do końca 1944) tylko około 300 weszło do czynnej służby.
Pomimo swych wad i niedoskonałości Me 262 był pierwszym sygnałem końca ery samolotów napędzanych śmigłem i początku ery odrzutowców latających z prędkościami rzędu 800 km/h, znacznie większymi niż możliwe do uzyskania na samolotach śmigłowych. Jako pierwszy został również wyposażony w skośne skrzydła.

## Użycie bojowe

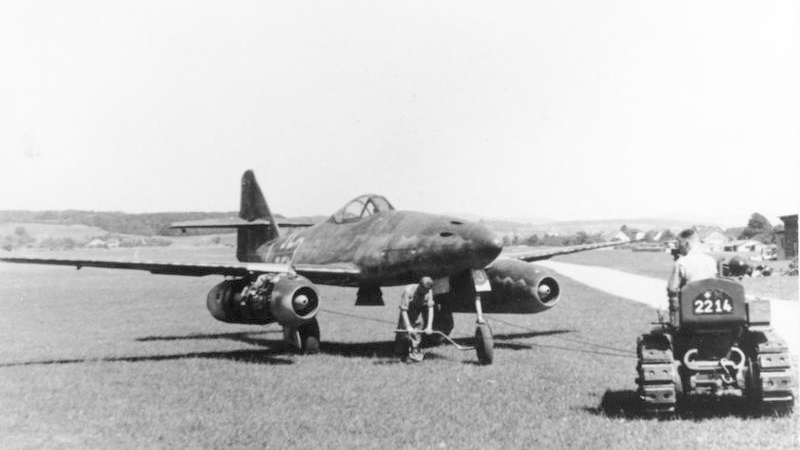
Me 262 na lotnisku, kwiecień 1945 r.

Początkowo samoloty Me 262 znajdowały się, zgodnie z życzeniem Hitlera, tylko na wyposażeniu jednostek bombowych, chociaż maszyna ta była od początku projektowana jako myśliwiec, gdyż zadania bombowe pozostawiono już istniejącemu Arado Ar 234. W połowie 1944 15 samolotów wczesnych serii, które nie nadawały się do konwersji na bombowce, znajdowało się na wyposażeniu jednostki myśliwskiej Nowotnego w Lechfeld koło Augsburga. Podczas misji testowych jako myśliwiec przechwytujący, w sierpniu 1944 roku zestrzelono pierwsze myśliwce i bombowce wroga. Ze względu na charakterystyki pracy silników odrzutowych, wydajniejszych przy wyższych prędkościach unikano walk kołowych z wolniejszymi i zwrotniejszymi konwencjonalnymi myśliwcami aliantów. Założeniem konstruktorów było użycie Me 262 jako myśliwca przechwytującego bombowce silnie chronione przez myśliwce eskorty uniemożliwiające zbliżenie się do nich konwencjonalnych myśliwców niemieckich. Ze względu na znacznie większą prędkość i silne uzbrojenie strzeleckie Me 262, składające się z czterech działek MK 108 kalibru 30 mm, samolot odrzutowy miał o wiele większe szanse przedrzeć się przez osłonę i w krótkim czasie zniszczyć bombowiec wroga. Z drugiej strony działka charakteryzowały się względnie krótkimi lufami, a co za tym idzie niską prędkością wylotową pocisków wymuszającą konieczność prowadzenia ognia z mniejszych odległości. Duża różnica prędkości Me 262 i atakowanego bombowca zostawiała też bardzo mało czasu na otwarcie celnego ognia.
18 marca 1945 37 samolotów Me 262 przechwyciło wyprawę bombową składającą się z 1221 bombowców i 632 myśliwców eskorty, zestrzeliwując 12 samolotów bombowych i jeden myśliwiec wroga, przy stratach własnych wynoszących 3 samoloty. Mimo doskonałego stosunku zestrzeleń do strat własnych, sama liczba zniszczonych samolotów wroga stanowiła niespełna 1 procent całej wyprawy co uwidacznia z jednej strony przewagę techniczną Me 262, a z drugiej znikomą ich liczbę niezdolną do przechylenia szali zwycięstwa na stronę Niemiec. W latach 1943–1944 lotnictwo amerykańskie wykonujące loty bojowe nad Niemcami, było w stanie prowadzić działania ofensywne przy stratach 5% lub większych, więc znikoma liczba odrzutowych Messerschmittów nie była w stanie zagrozić tym działaniom. Dotkliwy dla Luftwaffe był też brak paliwa, które ówczesne samoloty odrzutowe zużywały w pokaźnych ilościach.
Od grudnia 1944 roku Me 262A-1a zaczęły być używane przez eskadrę 10./NJG 11 (do 28 stycznia 1945 roku Kommando Welter) do przechwytywania nad Berlinem w nocy szybkich bombowców de Havilland Mosquito oraz samolotów rozpoznawczych, zestrzeliwując do końca wojny co najmniej 12 samolotów (ze zgłoszonych 40). 27 marca 1945 roku zadebiutowały w tym charakterze także nieliczne specjalizowane nocne myśliwce dwumiejscowe Me 262B-1a/U1 wyposażone w radar.

## Wersje samolotu Me 262

### Me 262A

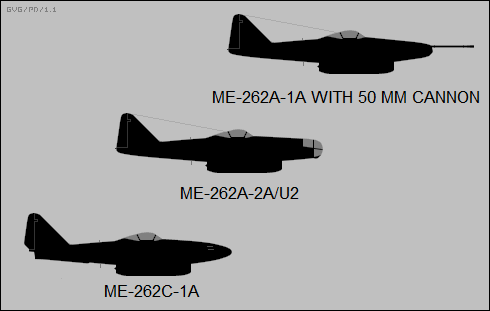
Wersje Me 262

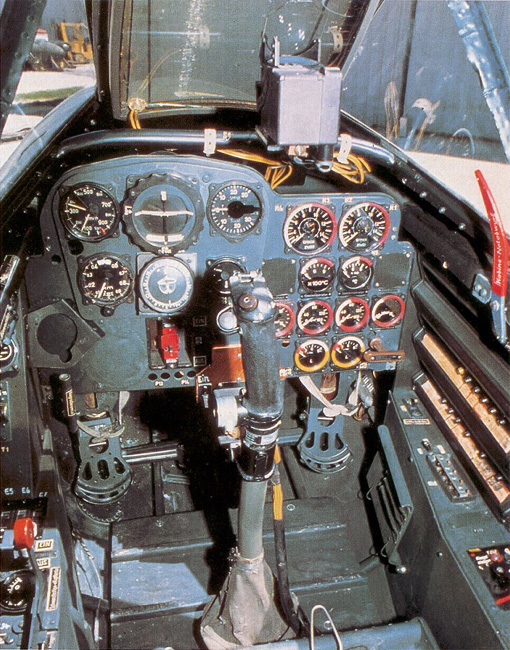
Kabina pilota

- Me 262A-1a Schwalbe – jednomiejscowy samolot myśliwski lub myśliwsko-bombowy (Jabo od Jagdbomber) produkowany seryjnie uzbrojony w 4 działka MK 108 kalibru 30 mm.
  - A-1a/U1 – wersja prototypowa z kombinowanym uzbrojeniem strzeleckim: dwa 30 mm działka MK 108 (zapas amunicji 66 sztuk na lufę), dwa 30 mm działka MK 103 (zapas amunicji 72 sztuk na lufę) i dwa 20 mm działka MG 151/20 (zapas amunicji 146 sztuk na lufę). Zbudowano 1 egzemplarz.
  - A-1a/U2 – wersja prototypowa z dodatkową awioniką umożliwiającą wykonywanie lotów w każdych warunkach pogodowych. Zbudowano 1 egzemplarz.
  - A-1a/U3 – wersja rozpoznawcza, powstała na bazie myśliwca A-1a. Zamiast uzbrojenia strzeleckiego dwie kamery fotograficzne Robot Rb 70/50. Zmodyfikowano w ten sposób kilkadziesiąt egzemplarzy. Używane były w jednostce Sonderkommando Braunegg oraz NAGr.1 i NAGr.6

- - A-1a/U4 – wersja prototypowa uzbrojona w działko MK 214 kalibru 50 mm zamontowane na dziobie maszyny. Zbudowano 2 egzemplarze.
  - A-1a/U5 – wersja prototypowa z dwoma dodatkowymi działkami MK 108 w dziobie maszyny, co dawało łącznie 6 działek MK 108. Zbudowano 1 egzemplarz.
- A-1b – identyczny jak A-1a, ale napędzany silnikami BMW 003. Zbudowane w nieznanej liczbie egzemplarzy. Dwie maszyny tego typu były używane do testowania prędkości maksymalnej osiągając 800 km/h.
  - A-1a/Jabo – prowizoryczna wersja myśliwsko-bombowa. Dodano dwa wyrzutniki bombowe ETC 503/504 lub „Wikingerschiff” – udźwig bomb 2 × 250 kG
- A-2a Sturmvogel (niem. burzyk) – docelowa wersja bombowa. Główną różnicą w stosunku do wersji A-1a/Jabo była wzmocniona struktura dziobu maszyny w rejonie podkadłubowych wyrzutników bombowych (ETC 503/504 lub „Wikingerschiff”) oraz dodatkowy tylny wewnętrzny zbiornik paliwa za kabiną pilota. Uzbrojenie strzeleckie zazwyczaj redukowano poprzez usunięcie górnej pary działek MK 108, choć niektóre maszyny posiadały pełne uzbrojenie wersji myśliwskiej.
  - A-2a/U1 – wersja prototypowa z zaawansowanym celownikiem bombowym. Zbudowano 1 egzemplarz.
  - A-2a/U2 – wersja prototypowa z przeszklonym dziobem mieszczącym bombardiera. Zbudowano 2 egzemplarze.
- A-3a – planowana wersja szturmowa.
- A-4a – wersja rozpoznawcza.
- A-5a – ostateczna wersja rozpoznawcza używana bojowo pod koniec wojny w niewielkiej liczbie egzemplarzy.

### Me 262B

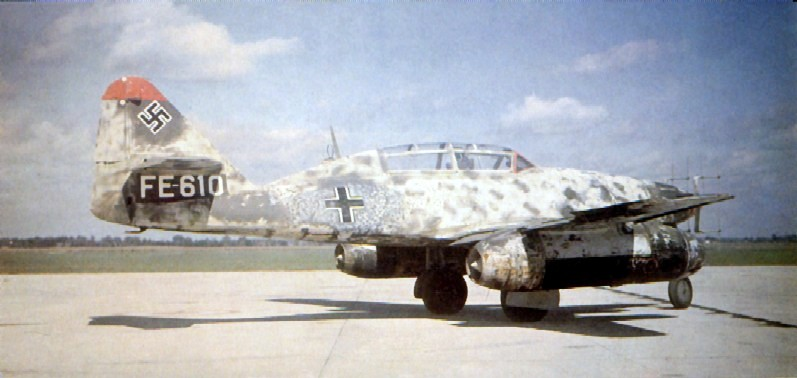
Me 262B-1a/U1, myśliwiec nocny przebudowany z wersji szkolno-treningowej

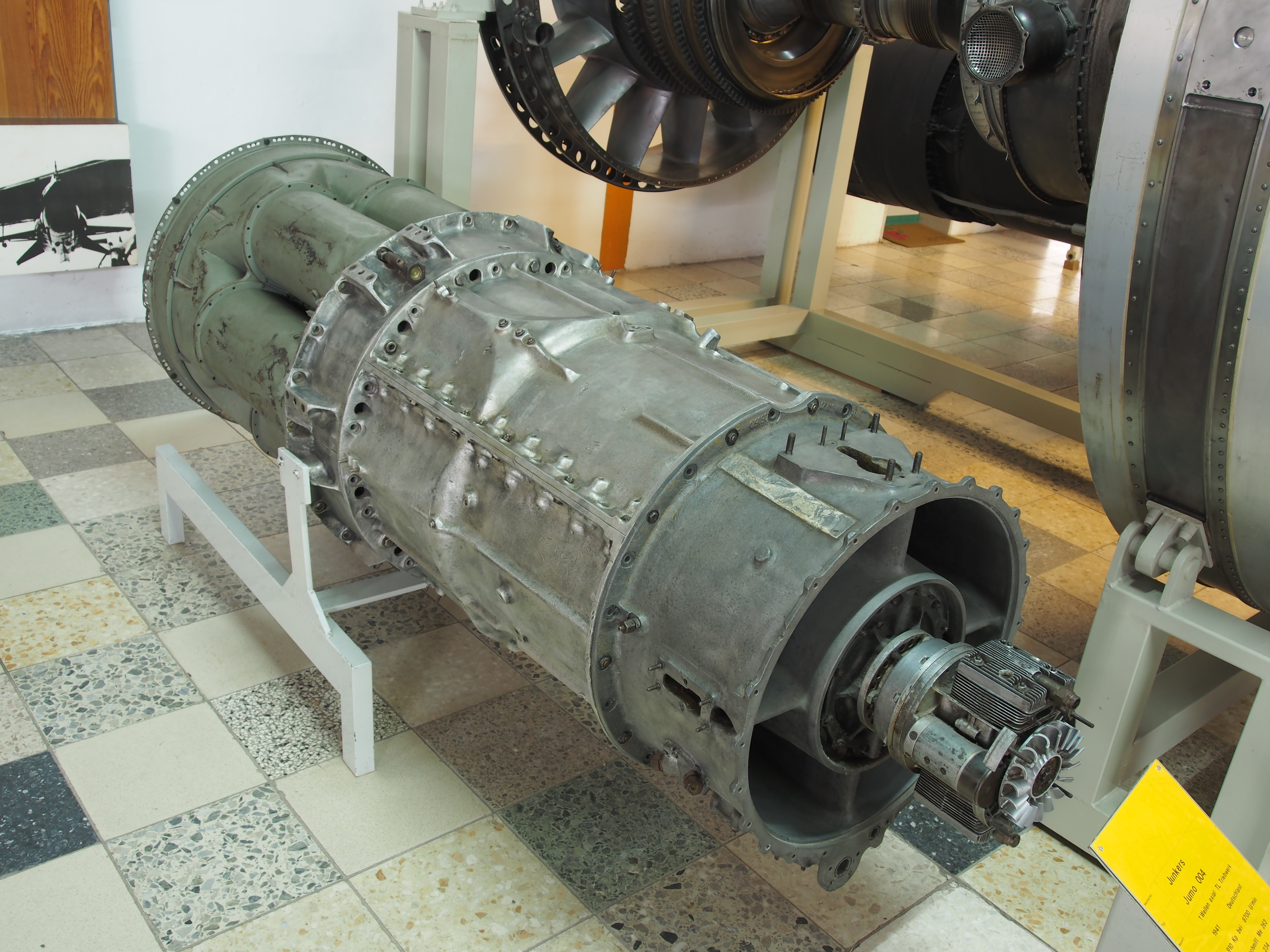
Silnik Jumo 004

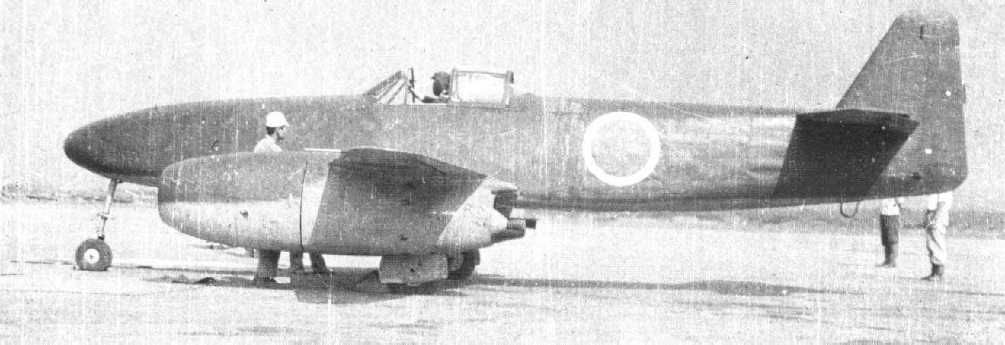
Nakajima J9Y – japońska wersja Me 262

- B-1a – dwumiejscowa wersja szkolno-treningowa.
  - B-1a/U1 – dwumiejscowa wersja myśliwca nocnego z radarem FuG 218 Neptun, zaadaptowana z maszyny szkolno-treningowej w niewielkiej liczbie egzemplarzy (od marca 1945)[8].
- B-2 – planowana wersja myśliwca nocnego ze wzmocnionym kadłubem.

### Me 262C-E
- C-1a – prototypowa wersja myśliwca przechwytującego wyposażonego w dodatkowy przyspieszający silnik rakietowy Walter zamontowany w ogonie maszyny. Zbudowano 1 egzemplarz.
- C-2b – prototypowa wersja myśliwca przechwytującego wyposażonego w dodatkowe przyspieszające silniki rakietowe BMW zamontowane w gondolach silników odrzutowych. Zbudowano 1 egzemplarz.
- C-3a – prototypowa wersja myśliwca przechwytującego wyposażonego w dodatkowe przyspieszające silniki rakietowe Walter zamontowane pod kadłubem maszyny. Zbudowano 1 egzemplarz.
- D-1 – planowana wersja przystosowana do przenoszenia działek bezodrzutowych SG 500 Jagdfaust.
- E-1 – planowana wersja uzbrojona w działo MK 214 kalibru 50 mm, bazująca na wersji A-1a/U4.
- E-2 – planowana wersja uzbrojona w 48 przeciwlotniczych pocisków rakietowych R4/M.

### Japonia
Na podstawie niemieckiej konstrukcji Me 262 zbudowano w Japonii samolot Nakajima J9Y Kikka.

### Produkcja powojenna
- Avia S-92 – budowana w Czechosłowacji wersja A-1a.
- Avia CS-92 – budowana w Czechosłowacji wersja B-1a.
- A-1c – zbudowana przez prywatnego inwestora amerykańskiego replika wersji A-1a.
- B-1c – zbudowana przez prywatnego inwestora amerykańskiego replika wersji B-1a.
- A/B-1c – zbudowana przez prywatnego inwestora amerykańskiego replika będąca połączeniem wersji A-1a i B-1a.